# Miami Vice
Miami Vice é uma série de televisão americana de drama policial criada por Anthony Yerkovich e produzida por Michael Mann para a NBC. A série é estrelada por Don Johnson como James "Sonny" Crockett e Philip Michael Thomas como Ricardo "Rico" Tubbs, dois detetives que trabalham disfarçados em um "esquadrão de repressão ao vício", uma divisão policial do Departamento de Polícia de Metro-Dade de Miami, cujo foco é impedir crimes contra a ordem pública, como narcóticos, contrabando, falsificação, prostituição, entre outros delitos. A série retrata o submundo dos cartéis, corrupção e narcotráfico.
A série durou cinco temporadas na NBC de 1984 a 1989. A USA Network começou a transmitir reprises em 1988 e transmitiu um episódio anteriormente não exibido durante a distribuição da série em 25 de janeiro de 1990. A música tema da série (instrumental) foi criada por Jan Hammer.
Ao contrário dos típicos dramas policiais e procedimentos padrões, o show baseou-se fortemente na cultura pop e new wave dos anos 1980, sendo conhecido por sua integração de música pop e rock contemporânea, com policiais bem vestidos, carros e barcos velozes, visuais artísticos elegantes ou estilizados. A revista People afirma que Miami Vice foi o "primeiro programa a parecer realmente novo e diferente desde que a TV em cores foi inventada".
Michael Mann dirigiu uma adaptação cinematográfica da série, lançada em 28 de julho de 2006.

## Exibição
O primeiro episódio foi ao ar pela NBC em 16 de setembro de 1984. A série teve o seu auge em 1986/1987 quando cada episódio chegou a custar 1 milhão de dólares, batendo recordes de audiência sucessivos em 1987.
Em Portugal, foi exibida com o nome "Acção em Miami" pela RTP, no Canal 1 em 1993 e 1994, de segunda a sexta, no horário das 17 horas. Em 2018, voltou à TV Portuguesa, na RTP Memória, juntamente com "Os Anjos de Charlie".
No Brasil, Miami Vice foi exibido com exclusividade pelo SBT de 1986 até 1990 quando a Rede Globo comprou os direitos da série. Todas as 5 temporadas foram exibidas na íntegra e sem cortes pelo canal de TV por assinatura USA de 1996 a 1999. As duas últimas temporadas nunca foram ao ar na TV aberta.
Atualmente a série é exibida no canal Sony (com áudio original e legendas), Rede Brasil (dublado em português) e no Canal TCM (dublado em Português). Atualmente, em Portugal, é também transmitida na FX e no bloco Fox Retro da Fox.

## Elenco
- Don Johnson - James 'Sonny' Crockett
- Philip Michael Thomas - Ricardo Tubbs
- Edward James Olmos - Tenente Martin Castillo
- Saundra Santiago - Gina Navarro Calabrese
- Olivia Brown - Trudy Joplin
- Michael Talbott - Stanley Switek
- John Diehl - Larry Zito
- Martin Ferrero - Izzy Moreno
- Charlie Barnett - Noogie Lamont
- Sheena Easton - Caitlin Davies-Crockett
- Pam Grier - Valerie Gordon
- Belinda Montgomery - Caroline Crockett
- Muitos famosos participaram de episódios de Miami Vice, entre eles, Phil Collins (baterista e vocalista da banda britânica Genesis), Julia Roberts, Frank Zappa, Bruce Willis, Gene Simmons (baixista e vocalista da banda americana Kiss) e Samuel L. Jackson, além de vários outros astros do rock setentista como David Johansen (The New York Dolls) e Ted Nugent, o que muito ocorreu durante a série televisiva.

## Jogo de computador
Em 1986 foi lançado um jogo de computador com as personagens originais.

## Cronologia
- 1ª Temporada, 22 episódios 1984/1985
- 2ª Temporada, 21 episódios 1985/1986
- 3ª Temporada, 23 episódios 1986/1987
- 4ª Temporada, 22 episódios 1987/1988
- 5ª Temporada, 21 episódios 1988/1989
- "Too Much, Too Late" penúltimo episódio nunca foi exibido pela TV aberta americana devido à violência excessiva.